# Tone Marinček
Tone Marinček - Bregar, slovenski general, * 17. maj 1916 Cerklje ob Krki, † 27. november 1975, Mrzlava vas, .

## Življenjepis
Marinček, diplomant ljubljanske Pravne fakultete, je leta 1941 vstopil v NOVJ in naslednje leto je postal član KPJ. Med vojno je bil sprva šef obveščevalne službe 2. grupe odredov, načelnik propagandnega oddelka Generalštaba NOV in PO Slovenije, organizator relejnih povezav,...
Po vojni je bil načelnik oddelka v armadi, načelnik Revizijskega oddelka MNO, načelnik uprave v SSNO,...